# Yrkesetiska principer (revision)
Yrkesetiska principer är en viktig del av revision. En revisor måste ta yrkesetiska principer (eng. ethical professional behaviour) i beaktande när en revisionsprocess utförs. Yrkesetiska principer är regler som är relaterade på moraliskt ansvar och förpliktelser i samhället och i detta fall speciellt inom revision. De styr revisorn att agera på korrekt, professionellt och rättvist sätt. Alla situationer i revision är inte reglerade och därför behövs det yrkesetiska principer som stöder och hjälper revisorn att följa god revisionssed och agera på ett bra sätt för hela allmänheten i olika situationer. Viktigt är att revisorn förstår att det finns risker I revisionsprocessen och att de här riskerna och hot identifieras och motåtgärder upptas. .
En viktig etikkod som följs internationellt i revision är IESBA:s Code of Ethics for Professional Accountants. Viktigaste och grundläggande principerna är integritet, objektivitet, professionell kompetens och vederbörlig omsorg, tystnadsplikt och professionell uppträdande..
- Integritet – att vara uppriktig och ärlig i alla yrkes- och affärsrelationer.
- Objektivitet – att inte tillåta att bristande objektivitet, intressekonflikter eller otillbörlig påverkan av andra åsidosätter yrkes- eller affärsbedömningar.
- Professionell kompetens och vederbörlig omsorg – att bibehålla professionell kompetens och skicklighet på den nivå som krävs för att säkerställa att en kund eller arbetsgivare får kompetenta professionella tjänster som baseras på aktuell utveckling i praxis, lagstiftning och tekniker, samt att uppträda med omsorg och enligt tillämpliga standarder för yrkesutövningen.
- Tystnadsplikt – att respektera sekretessen hos information som inhämtats till följd av yrkes- och affärsmässiga relationer och därför inte lämna ut sådan information till externa parter utan korrekt och särskild befogenhet, såvida det inte finns en juridisk eller yrkesmässig rätt eller skyldighet att lämna ut den, och inte heller använda information för att uppnå personliga fördelar för medlemmen eller tredje man.
- Professionellt uppträdande – att följa relevanta lagar och andra författningar och undvika uppträdande som misskrediterar yrket.[2]

Ofta finns det också laglig reglering i olika länder om yrkesetiska principer: t.ex. i Finland finns det reglering om yrkesetiska principer i revisionslagen.

## Yrkesetiska principer i internationell kontext
IAS standarder nämner inte några specifika yrkesetiska principer utan det fokuserar mera på  praktiska bokningsprinciper. Däremot har det Internationella förbundet av revisorer IFAC (International Federation OF Accountants) nämnt ett styrelse som kallas för IESBA (International Ethics Standard Board for Accountants ). IESBA ger ger ut yrkesetiska principer för hela branschen i form av en handbok där det finns exempel av hur ett revisor ska bete i olika situationer där oberoende kan vara hotat.  IFAC har 175 medlemmar i över 135 länder som representerar  sammanlagt över 3 miljoner revisorer. Etiska principer som IESBA ger är väl etablerat runt om världen och speciellt i väster länder. IESBA publicerade det senaste handboken år 2016 men det etiska principer uppdateras med jämna mellanrum. 

### Yrkesetiska principer i Finland
Det finska revisionslagen tar inte ställning till hurdana olika yrkesetiska principer borde revisorer följa på och vilka olika principer finns det på revisionsbranschen i allmänhet. Revisionslagen nöjer sig med att konstatera följande: " En revisor ska utföra sina uppgifter som avses i denna lag med yrkeskunskap, integritet, objektivitet och omsorg med beaktande av det allmänna intresset" 
 Revisorernas etik baserar sig på ett principbaserad ramverk och själva lagtexten tar inte så djupt ställning till vad är på etiskt sätt rätt eller inte. Etiken baserar sig också mycket på karaktären av uppdraget.
Andra kapitlet i revisionslagen konstaterar att revisorn ska iaktta god revisionssed vid utförandet av uppgifter: " En revisor ska följa de särskilda anvisningar som bolagsmännen samt bolagstämman eller motsvarande organ ger, om anvisningarna inte står i strid med lag, bolagsordningen, stadgarna, bolagsavtalet, internationella revisionsstandarder, god revisionssed eller yrkesetiska principer ".

## Forskning och media
Enligt en ny studie finns det 7 kategorier av felaktigheter som upprepande gånger sker inom revision. Det är brister som bl.a. berör dokumentation, granskande, felaktigheter som godtagits, formella brister, jäv och övrigt. De brister som förekommer mest är underlåtelse och granskning. Enligt studien kan man även tydligt påvisa att de brister som rör egna verksamheten är systematiska vilket kan leda till allvarliga påföljder. Samtidigt kan det i stor utsträckning påverka förtroendet för en revisor och dess verksamhet. .
Efter att ha gjort Forskning inom problematiken med revision har man konstaterat att bedömningar ofta är svåra att göra, likt en domare inom idrott är det många gånger så att de svåra bedömningarna har visat sig vara av större betydelse och känsligare än enkla bedömningar. För att klargöra i enkla termer är t.ex. ett beslut om straffspark viktigare än ett inkast, eftersom ett inkast kan man både ha eller mista utan att avgöra utgången för matchen. En straff däremot kan fort komma att ha en avgörande betydelse för matchen och resultatet. .
Det hör till uppgifterna för en revisor att bedöma huruvida en verksamhet är livskraftig på sikt, 1 år framåt. Enligt studier är det vanligt med missbedömningar inom detta. Ofta visar sig fortlevnadsvarningar vara missvisande, detta eftersom de flesta bolag går i konkurs utan dessa varningar. Revisorer är viktiga för att göra sådana bedömningar men samtidigt är man rädda för att tappa sina klienter efter att ha gett en sådan varning. Det är nämligen tillåtet att byta revisor efter att ha fått en sådan varning. Man kan därtill som revisor bli stämd av sina klienter och kan mista sin auktorisationsrätt. Det är även möjligt att revisionsfirmorna får betala skadestånd för sk. Omotiverade varningar. Intressenter kan kräva skadestånd ifall de har fått lida skada som en följd av att man undvikit att utfärda fortlevnadsvarningar. .